# Alpioniscus caprae
Alpioniscus caprae är en kräftdjursart som först beskrevs av Colosi 1924.  Alpioniscus caprae ingår i släktet Alpioniscus och familjen Trichoniscidae. Inga underarter finns listade i Catalogue of Life.